# Лучкевич, Игорь Валерьевич
И́горь Вале́рьевич Лучке́вич (укр. Ігор Валерійович Лучкевич; род. 19 ноября 1973, Александровка, Херсонская область) — украинский футболист, полузащитник. Выступал за сборную Украины. После окончания карьеры — футбольный тренер.
Сын Валерий Лучкевич — тоже футболист

## Биография

### Клубная карьера
Родился в 1973 году в селе Александровка Херсонской области. Вскоре переехал с семьёй в Мелитополь, где начал заниматься футболом в школе местного «Торпедо». В 16-летнем возрасте перебрался в областной центр, Запорожье, где продолжил заниматься в футбольной школе СК «Орбита», а немного спустя попал в молодёжную команду запорожского «Металлурга».
В сезоне 1991 года попал в заявку основной команды запорожского клуба, а 12 июля 1991 года провёл свой единственный, как впоследствии оказалось, матч в рамках первенства Высшей лиги СССР против московского «Торпедо». В следующем сезоне, который «Металлург» проводил уже в чемпионате Украины, молодой полузащитник записал в актив уже 10 матчей в составе основной команды, после чего получил стабильно место в «основе» команды и постепенно стал ключевой фигурой её полузащиты.
Играл в Запорожье до 1997 года, после чего перешёл в донецкий «Металлург», а ещё через полгода, летом 1998 года, стал игроком львовских «Карпат», которые в то время были одними из лидеров клубного футбола Украины. На протяжении первых двух сезонов играл за львовскую команду эпизодически, проведя основную часть времени залечивая травмы и пытаясь восстановить физические кондиции после них. В начале 2000-х начал более регулярно выходить на поле в составе «Карпат», в том числе и с капитанской повязкой. Впрочем, с начала 2003 года потерял доверие тренеров команды и летом того же года был отдан в аренду в симферопольскую «Таврию».
По окончании полугодовой аренды в «Таврии» получил предложение вернуться в свой «родной» запорожский «Металлург», в котором провёл последние два года своей игровой карьеры. Последний матч в рамках первенства Высшей лиги Украины провёл 30 октября 2005 года против донецкого «Металлурга».
В Высшей лиге Украины провёл 308 матчей, забил 23 гола.

### Выступления за сборные
С 1990 года привлекался в ряды юношеской сборной СССР, которой помог завоевать путёвку в финальную часть юношеского чемпионата Европы 1992 года.
Дебют за сборную Украины состоялся 13 августа 1996 года в товарищеском матче со сборной Литвы (провёл на поле всю игру). Лучкевич стал первым представителем запорожского «Металлурга» в составе национальной сборной Украины. В конце августа 1996 года вышел в основном составе сборной на первый матч квалификационного раунда чемпионата мира против сборной Северной Ирландии. Но ещё за несколько недель, играя за клуб, получил травму, которая оставила его на полгода без футбола. После восстановления в ряды национальной команды вызовов уже не получал. В итоге Лучкевич за сборную Украины сыграл всего 2 матча.

### Тренерская работа
Завершив выступления на футбольном поле, остался в запорожском «Металлурге», став тренером второй команды клуба. В 2012 году, на протяжении которого главная команда «Металлурга» сменила пять главных тренеров, недолгое время возглавлял её тренерский штаб как исполняющий обязанности главного тренера. Под его руководством запорожцы провели две игры чемпионата Украины, после чего в команду пришёл новый главный тренер, Сергей Ковалец.
Лучкевич остался в Запорожье, тренировал молодёжную команду «Металлурга».
С 2013 по 2015 год работал ассистентом главного тренера ФК «Полтава».